# Raión de Novoazovsk
Raión de Novoazovsk (en ucraniano: Новоазовський район) es un antiguo raión o distrito de Ucrania en el óblast de Donetsk. La capital fue la ciudad de Novoazovsk.
Comprende una superficie de 1000 km².

## Demografía
Según estimación 2010 contaba con una población total de 38861 habitantes.

## Otros datos
El código KOATUU es 1423600000. El código postal 87600 y el prefijo telefónico +380 6296.